# Rasa Polikevičiūtė
Rasa Polikevičiūtė (Panevėžys, 25 september 1970) is een voormalig professioneel wielrenster uit Litouwen. Ze vertegenwoordigde haar vaderland driemaal bij de Olympische Spelen: 1996, 2000 en 2004. Ze is de tweelingzus van de eveneens succesvolle wielrenster Jolanta Polikevičiūtė. Haar grootste triomf was het winnen van de wereldtitel op de weg in 2001 (Lissabon).

## Erelijst
1993
- 1e in Eindklassement Gracia Orlová

1994
- 2e in Wereldkampioenschap, 50 km ploegentijdrit, Elite
- 2e in Eindklassement Grande Boucle Féminine Internationale
- 2e in Eindklassement Tour de l'Aude Cycliste Féminin
- 2e in Eindklassement Masters Féminin

1995
- 1e in  Litouws kampioenschap, wegwedstrijd, Elite
- 1e in  Litouws kampioenschap, individuele tijdrit, Elite
- 2e in Eindklassement Tour de l'Aude Cycliste Féminin

1996
- 2e in Wereldkampioenschap, wegwedstrijd, Elite
- 2e in Eindklassement Grande Boucle Féminine Internationale
- 12e in Olympische Spelen, wegwedstrijd, Elite
- 12e in Olympische Spelen, individuele tijdrit, Elite
- 1e in Eindklassement Masters Féminin

1997
- 2e in Eindklassement Tour de Bretagne
- 2e in Liberty Classic
- 1e in Eindklassement Women's Challenge
- 2e in Eindklassement Tour de Feminin - Krásná Lípa
- 3e in Eindklassement Trophée d'Or Féminin

1998
- 2e in 2e etappe Women's Challenge
- 2e in Eindklassement Trophée d'Or Féminin
- 1e etappe Tour de Suisse Féminin
- 4e etappe Tour de Suisse Féminin
- 1e in Eindklassement Tour de Suisse Féminin
- 33e in WB-wedstrijd Waalse Pijl

2000
- 3e in Wereldkampioenschap, individuele tijdrit, Elite
- 13e in Olympische Spelen, wegwedstrijd, Elite
- 59e in WB-wedstrijd Waalse Pijl

2001
- 1e in  Wereldkampioenschap, wegwedstrijd, Elite
- 2e in 2e etappe Women's Challenge
- 3e in 5e etappe Women's Challenge
- 3e in Eindklassement Women's Challenge
- 3e in Eindklassement Giro della Toscana

2002
- 2e in 6e etappe Giro d'Italia Donne

2003
- 1e in 1e etappe Giro d'Italia Donne
- 3e in 7e etappe deel b Tour de l'Aude Cycliste Féminin

2004
- 3e in 2e etappe Thüringen-Rundfahrt der Frauen
- 29e in Olympische Spelen, wegwedstrijd, Elite
- 23e in Olympische Spelen, individuele tijdrit, Elite

2008
- 2e in Lyon Vaise
- 2e in Pélussin
- 1e in 5e etappe Grande Boucle Féminine Internationale

## Ploegen
- 1998 — Elby (Frankrijk)
- 1999 — Entente Panevezys - Casteljaloux (Litouwen)
- 2000 — Acca Due O - Lorena Camichie (Litouwen)
- 2001 — Acca Due O - Lorena Camichi (Italië)
- 2002 — Acca Due O - Pasta Zara - Lorena Camiche (Litouwen)
- 2003 — Team 2002 Aurora RSM (San Marino)
- 2004 — USC Chirio-Forno d'Asolo (Italië)
- 2005 — Team Bianchi - Aliverti (Litouwen)
- 2007 — USC Chirio-Forno d'Asolo (Italië)
- 2008 — USC Chirio-Forno d'Asolo (Italië)

- Virtual International Authority File: 4465154260653624480009